# 티에우바오
티에우바오(베트남어: Thiệu Bảo / 紹寶 소보 / 1279년 ~ 1285년 9월)은 베트남 쩐 왕조(陳朝) 인종(仁宗) 쩐캄(陳昑)의 첫번째 연호이다.

## 개원
- 바오푸(寶符) 7년 1월 1일[1](율리우스력 1279년 2월 13일)에 연호를 티에우바오(紹寶)로 개원함.[2][3]

- 티에우바오(紹寶) 7년(1285년) 9월에 연호를 쭝흥(重興)으로 개원함.[2]

## 연대 대조표
| 티에우바오 | 서기(西紀) | 간지(干支) | 원나라 연호     |
| 원년       | 1279년     | 기묘(己卯) | 지원(至元) 16년 |
| 2년        | 1280년     | 경진(庚辰) | 지원 17년       |
| 3년        | 1281년     | 신사(辛巳) | 지원 18년       |
| 4년        | 1282년     | 임오(壬午) | 지원 19년       |
| 5년        | 1283년     | 계미(癸未) | 지원 20년       |
| 6년        | 1284년     | 갑신(甲申) | 지원 21년       |
| 7년        | 1285년     | 을유(乙酉) | 지원 22년       |

## 동시대 연호

### 중국(몽골)
남송(南宋)
- 상흥(祥興) (1278년 ~ 1279년)

원(元)
- 지원(至元) (1264년 ~ 1294년)

### 일본
- 고안(弘安) (1278년 ~ 1288년)

## 같이 보기
- 베트남의 연호